# SS18L2
SS18L2 (англ. SS18 like 2) – білок, який кодується однойменним геном, розташованим у людей на 3-й хромосомі. Довжина поліпептидного ланцюга білка становить 77 амінокислот, а молекулярна маса — 8 835.
| 10         |  | 20         |  | 30         |  | 40         |  | 50         |
| ---------- |  | ---------- |  | ---------- |  | ---------- |  | ---------- |
| MSVAFVPDWL |  | RGKAEVNQET |  | IQRLLEENDQ |  | LIRCIVEYQN |  | KGRGNECVQY |
| QHVLHRNLIY |  | LATIADASPT |  | STSKAME    |  |            |  |            |

A: Аланін

C: Цистеїн

D: Аспарагінова кислота

E: Глутамінова кислота

F: Фенілаланін

G: Гліцин

H: Гістидин

I: Ізолейцин

K: Лізин

L: Лейцин

M: Метіонін

N: Аспарагін

P: Пролін

Q: Глутамін

R: Аргінін

S: Серин

T: Треонін

V: Валін

W: Триптофан